# Ideał (teoria półgrup)
Ideał – taki podzbiór półgrupy, że jeśli jego dowolny element zostanie pomnożony przez dowolny element półgrupy, to wynik pozostanie w tym podzbiorze. Jeżeli jest to prawdą niezależnie od kolejności tych czynników, podzbiór jest ideałem obustronnym, który dla prostoty nazywa się po prostu ideałem. Jeżeli własność tę posiadają tylko czynniki w określonej kolejności, podzbiór jest ideałem prawostronnym lub lewostronnym.

## Definicje
Jeżeli {\displaystyle S} jest półgrupą, {\displaystyle A\neq \emptyset } jest jej podzbiorem, to:
- {\displaystyle A} jest ideałem lewostronnym {\displaystyle S} wtedy i tylko wtedy, gdy {\displaystyle SA\subseteq A;}
- {\displaystyle A} nazywamy ideałem prawostronnym wtedy i tylko wtedy, gdy {\displaystyle AS\subseteq A};
- {\displaystyle A} nazywamy ideałem obustronnym lub po prostu ideałem wtedy i tylko wtedy, gdy {\displaystyle A} jest zarówno ideałem prawo- jak i lewostronnym;
- ideał nazywamy właściwym, jeżeli jest różny od {\displaystyle S.}

## Ideały generowane i główne
Jeżeli {\displaystyle A} jest podzbiorem półgrupy {\displaystyle S,} to ideałem (lewo-, prawo- lub obustronnym) generowanym przez {\displaystyle A} nazywamy najmniejszy ideał (lewo-, prawo- lub obustronny) zawierający {\displaystyle A.} Taki ideał zawsze istnieje i
- {\displaystyle S^{1}A=A\cup SA} jest ideałem lewostronnym generowanym przez {\displaystyle A,}
- {\displaystyle AS^{1}=A\cup AS} jest ideałem prawostronnym generowanym przez {\displaystyle A,}
- {\displaystyle S^{1}AS^{1}=A\cup SA\cup AS\cup SAS} jest ideałem obustronnym generowanym przez {\displaystyle A.}

Jeżeli istnieje taki element {\displaystyle a\in S,} że {\displaystyle A} jest ideałem lewo-, prawo- lub obustronnym generowanym przez {\displaystyle \{a\},} to {\displaystyle A} nazywamy ideałem głównym, odpowiednio lewo-, prawo- lub obustronnym.

## Półgrupy proste
Półgrupę nazywamy prostą, jeżeli nie zawiera właściwych ideałów (obustronnych). Jeżeli półgrupa nie zawiera właściwych ideałów prawostronnych, to nazywamy ją prawostronnie prostą. Jeżeli nie zawiera właściwych ideałów lewostronnych, to nazywamy ją lewostronnie prostą. Następujące warunki są równoważne dla półgrupy {\displaystyle S.}
- {\displaystyle S} jest półgrupą prostą.
- {\displaystyle {\mathcal {J}}=S\times S.}

## Półgrupy 0-proste
Półgrupa {\displaystyle S\neq \{0\}} z zerem nie może być prosta, ponieważ {\displaystyle \{0\}} jest ideałem właściwym {\displaystyle S.} Dlatego definiuje się półgrupy 0-proste jako półgrupy, które nie zawierają niezerowych ideałów właściwych. Analogicznie definiuje się półgrupy prawostronnie 0-proste i lewostronnie 0-proste.